# Memphis (musikalbum)
Memphis, studioalbum av Roy Orbison, utgivet i 27 november 1972 på skivbolaget MGM Records. Albumet är producerat av Roy Orbison och Joe Melson, förutom "Danny Boy" som är producerad av Don Gant.

## Låtlista
1. "Memphis, Tennessee" (Chuck Berry)
2. "Why A Woman Cries" (Jerry McBee)
3. "Run, Baby, Run (Back Into My Arms)" (Joe Melson/Don Gant)
4. "Take Care Of Your Woman" (Jerry McBee)
5. "I'm The Man On Susie's Mind" (Joe Melson/Glenn Barber)
6. "I Can't Stop Loving You" (Don Gibson)
7. "Run The Engines Up High" (Jerry McBee)
8. "It Ain't No Big Thing" (Neal Merrit/Shorty Hall/ Alice Joy)
9. "I Fought The Law" (Sonny Curtis)
10. "The Three Bells" (Bert Reisfeld/Jean Willard)
11. "Danny Boy" (Frederick E. Weatherby)